# Закохані (фільм)
«Закохані» (фр. Belle du seigneur) — фільм 2012 року режисера Гленн Бондер за мотивами однойменного роману Альбера Коена, виданого в 1968 році. Головні ролі виконують Джонатан Ріс-Маєрс і Наталія Водянова.

## Зміст
У 1930-і високопоставлений чиновник Ліги Націй Солаль приїжджає до Женеви. Там він знайомиться з одруженою аристократкою Аріаною, і через деякий час у них починається пристрасний роман.

## Ролі
| Актор               | Роль    |
| ------------------- | ------- |
| Джонатан Ріс-Майерс | Солаль  |
| Наталія Водянова    | Аріана  |
| Ед Стоппард         | Адріан  |
| Марія Бонневі       | Ізольда |
| Маріанна Фейтфулл   | -       |

## Цікаві факти
- Belle du Seigneur — назва сорту чайної троянди.
- Це перший і останній фільм фотографа Глена Бондер. Він помер у листопаді 2011 року після тривалої хвороби.
- Фільм може містити більше зв'язків з Росією, ніж тільки участь російської акторки. Ймовірно, роман Альбера Коена «Любов господаря» відсилає до розповіді Чехова «Аріадна». Героїню оповідання теж звуть Аріана, вона благородно красива, зовні поетична, в оповіданні не раз згадуються її верхові прогулянки («я бачив, як ця гарна дама мчала на інохідці»), вона стає коханкою людини, яка «нахаба, бере жінку приступом».

## Знімальна група
- Режисер — Гленн Бондер
- Сценарист — Гленн Бондер, Вінченцо Черамі, Джеймс Дірден
- Продюсер — Боб Белліон, Джиммі Де Бребент, Тьєррі де Навасель
- Композитор — Габрієль Яред